# 1927 en musique
| \| • Retour à la chronologie générale de la musique populaire • \| |
| XXIe siècle • XXe siècle • XIXe siècle • XVIIIe siècle XVIIe siècle • XVIe siècle • XVe siècle • XIVe siècle XIIIe siècle • XIIe siècle • XIe siècle • Xe siècle IXe siècle • VIIIe siècle • Haut Moyen Âge • Rome • Grèce |
| • Retour à la chronologie générale de la musique populaire • |

| • Retour à la chronologie générale de la musique populaire • |

| Années de la musique populaire : 1924 - 1925 - 1926 - 1927 - 1928 - 1929 - 1930    |
| Décennies de la musique populaire : 1890 - 1900 - 1910 - 1920 - 1930 - 1940 - 1950 |

Cet article présente les faits marquants de l'année 1927 en musique.

## Événements

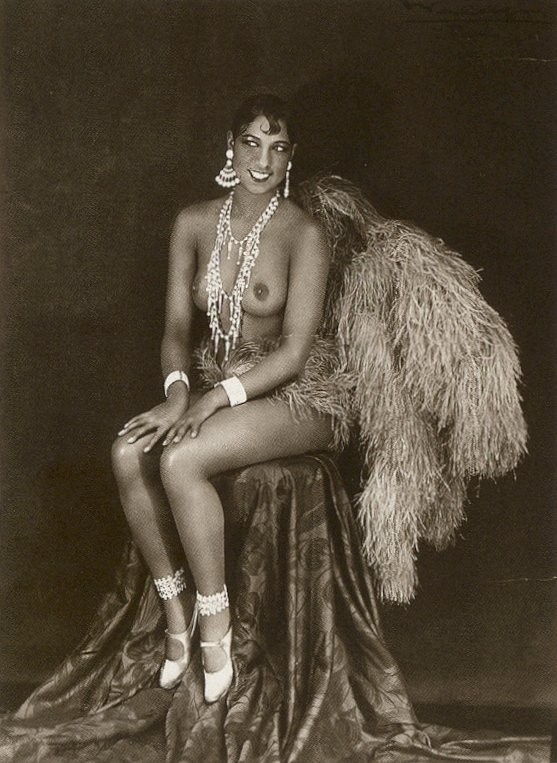
Joséphine Baker en costume burlesque en 1927.

- 4 décembre : "Le Duc" - Duke Ellington (1899-1974) se produit en concert pour la première fois au Cotton Club de Harlem.
- 23 septembre : La chanteuse Marie Dubas (1894-1972) fait ses débuts à l’Olympia.
- 6 octobre : sortie du film musical Le Chanteur de jazz, premier film du cinéma parlant.
- Georges Milton interprète La Fille du bédouin dans l'opérette Comte Obligado. La chanson  est écrite par Raoul Moretti et André Barde.
- Bertolt Brecht et Kurt Weil publient la chanson Alabama Song.
- Arthur Freed  et Nacio Herb Brown écrivent Singin' in the Rain.
- Oscar Hammerstein II et Jerome Kern écrivent Ol' Man River pour la comédie musicale Show Boat[1].

## Enregistrements
- 17 février : Bessie Smith enregistre Back-Water Blues[2].
- 24 février : premiers enregistrements du Memphis Jug Band, à Memphis[3].
- 14 mars : Blind Lemon Jefferson enregistre Match Box Blues et Black Snake Moan pour Okeh Records[4].
- 11 août : premiers enregistrements de Texas Alexander[5].
- 18 octobre : premiers enregistrements de Blind Willie McTell[3].
- Octobre : premiers enregistrements de Blind Blake, dont Early Morning Blues et West Coast Blues.
- 30 novembre : Jimmie Rodgers enregistre T for Texas[6].
- 3 décembre : Blind Willie Johnson enregistre 6 titres à Dallas pour Columbia, dont Dark Was The Night, Cold Was The Ground[7] et It's Nobody's Fault But Mine[8].
- Décembre : Meade Lux Lewis enregistre le boogie-woogie Honky Tonk Train Blues.
- Guy Lombardo et son orchestre enregistrent Charmaine, chansons écrite par Ernö Rapée et Lew Pollack[9].

## Naissances
- 17 janvier : Eartha Kitt, chanteuse, danseuse et actrice américaine († 25 décembre 2008).
- 2 février : Stan Getz, saxophoniste de jazz américain († 6 juin 1991).
- 7 février : Juliette Gréco, chanteuse française († 23 septembre 2020).
- 23 août : Martial Solal, pianiste de jazz français († 12 décembre 2024).
- 24 octobre : Gilbert Bécaud, compositeur et chanteur français († 18 décembre 2001).
- 24 octobre : Jean-Claude Pascal, acteur, écrivain et chanteur français († 5 mai 1992).
- 25 décembre : Ram Narayan, musicien indien († 9 novembre 2024).

## Décès
- 27 mars : Mirza Faradj Rzayev, joueur de tar, un des représentants de l’école de mugham en Azerbaïdjan, né en 1847.
- 17 juillet : Luise Adolpha Le Beau, pianiste et compositrice allemande (° 25 avril 1850).